# 木津川計
木津川 計（きづがわ けい、1935年10月22日 - ）は、日本の雑誌編集者、文化芸能評論家、コラムニスト。本名は坂本 凡夫（さかもと つねお）。
雑誌『上方芸能』を発行するかたわら、立命館大学ほかで教鞭をとったほか、演芸賞・文学賞等の審査を行った。

## 略歴
高知県高知市江ノ口生まれ。高知市立旭小学校・高知市立城北中学校・高知県立高知丸の内高等学校卒業。萩原遼(本名：坂本孝夫)は実弟。
20代より上方の芸能に関する執筆活動を行う。ペンネームを当初「私の主張に『気付けい』」との思いを込め、「木津 計（きづ けい）」としていたが、やがて「聞き流していただいて結構です、水のように川のように」と心境が変化し、川の字をつけて「木津川 計」と改めたという。
1964年、大阪市立大学文学部社会学科卒業。家業の印刷会社を営むかたわら、1968年4月26日、33歳で雑誌『上方芸能』を創刊。1999年に同誌編集長を退任。後任は森西真弓。
研究者としては、「都市と文化の関係を究明すること」をテーマとした。
2006年に芸能に関するひとり語りの舞台「木津川計の一人語り劇場」を立ち上げ、2022年まで公演を行った。

### 『上方芸能』
創刊当初の『上方芸能』は落語会「上方落語をきく会」（朝日放送主催の同名の会とは関連がない）の会報という位置づけであった。
1974年より自主編集体制に移行し、内容を落語中心から能・狂言、歌舞伎、文楽、日本舞踊、上方舞、邦楽、現代演劇、歌劇などの京阪神地域の芸能全般を幅広く扱う路線に切り替える。
発行テーマは創刊から100号までは創刊から100号までは「伝統芸能の発展のために」、101号以降は「芸能文化のひろがる都市に」。
2016年5月、読者の高齢化などで200号をもって終刊した。

### 教職歴
- 1986年-2001年 立命館大学産業社会学部教授[6]
- 2001年-2006年 立命館大学特別任用教授[6]、現在は名誉教授
- 2007年-2008年 和歌山大学経済学部客員教授[6]
- 2008年-2012年 和歌山大学観光学部客員教授[6]
- その他、日本福祉大学、神戸大学、大阪市立大学、大阪音楽大学大学院など[6]で非常勤講師を歴任。

大学教員としては、京都・大阪・神戸の『都市格』や九鬼周造などについて、ユーモアを交えて講義した。ときには上方落語を披露して、学生の拍手で講義が終了することがあったという。

### 審査歴
- 2004年-2005年 日本民間放送連盟賞中央審査委員会審査委員長（エンターテインメント部門）[6][1]
- その他、文化庁芸術祭賞選考委員[1]、芸術選奨文部科学大臣賞選考委員会主査[1]、上方お笑い大賞審査員[6]、泉大津市オリアム随筆賞選考委員[13]などを歴任。

### 受賞歴
- 1998年 「上方芸能」刊行30周年で、第46回菊池寛賞[1]、京都市芸術功労賞[1]、京都新聞文化賞[1]、大阪市文化功労賞[14]を受賞。
- 2012年 全国日本学士会アカデミア賞[6][1]

### その他の役職歴
- 兵庫県川西市生涯学習短期大学学長[1]
- 大阪創造都市市民会議 設立発起人[15]

## 人物・理論
- ジャーナリストの萩原遼は実弟。
- 木津川は、大阪人のユーモア感覚に対する感慨とあこがれを折りに触れ述べている。

学生結婚を行った際、挙式を8月6日に開いた。友人の「8月6日を再び繰り返すな!」という二重の意味（広島市への原子爆弾投下と、離婚・再婚の戒め）を込めた祝辞に「魔術師のよう」と感心したという。
自身のペンネームの由来について、会う人に「人に出会う、そのキッカケが大切」「気ィつかうばっかりでっしゃろ」、あるいは怪我をした際に、「何が木津川計や、キヅダラケやないか」などと詮索されるにつけ、言語遊戯のセンスに感じ入ったという。
- NHK連続テレビ小説『芋たこなんきん』に、木津川をモデルとした人物（出版社『上方文化』の社長・畑山耕三）が登場。平泉成が演じた。

## 著書
単著のみ記す。
- 『文化の街へ 大阪・二つのアプローチ』（大月書店、1981年、ISBN 427230058X）
- 『編集長のボロ鞄 雑誌『上方芸能』の16年』（日本機関紙出版センター、1983年、ISBN 488900209X）
- 『上方の笑い』（講談社現代新書、1984年、ISBN 4061457160）
- 『含羞都市へ』（神戸新聞出版センター、1986年、ISBN 4875214480）
- 『生活文化の視座』（日本生活協同組合連合会、1988年）
- 『大阪の曲がり角』（東方出版、1989年、ISBN 4885912296）
- 『いつか麒麟に出会う日よ』（かもがわ出版、1991年、ISBN 4876990085）
- 『可哀相なお父さんに捧げる哀歌 熱狂の時代と父権の歴史』 （法律文化社、1991年、ISBN 4589016095）
- 『花曜日の薔薇色 エッセイアンソロジー』（『上方芸能』編集部、1992年、ISBN 4888530033）
- 『人間と文化』（岩波書店、1992年、ISBN 4000036602）
- 『〈趣味〉の社会学 豊かな趣味人の復権へ』（日本経済新聞社、1995年、ISBN 4532161541）
- 『生き甲斐のゆくえ 定年から大往生へ』（かもがわ出版、1997年、ISBN 4876993270）
- 『優しさとしての文化』（かもがわ出版、2002年、ISBN 4876997098）
- 『上方芸能と文化』（日本放送出版協会、2006年、ISBN 4140842059）
- 『都市格と文化 大阪から全国へ』（自治体研究社、2008年、ISBN 4880375128）
- 『朗読・語り文化の地平』（上方芸能出版センター、2011年、ISBN 朗読・語り文化の地平）
- 『ことばの身づくろい』（上方芸能出版センター、2012年、ISBN 4888530165）

## メディア出演
- こんにちは近畿（NHKラジオ、1980年）[7]
- 木津川計のラジオエッセイ（NHKラジオ、1980年）[1]